# Hadronemella
Hadronemella is een geslacht van wantsen uit de familie van de Miridae (Blindwantsen). Het geslacht werd voor het eerst wetenschappelijk beschreven door José Cândido de Melo Carvalho in 1984.

## Soorten
Het genus bevat de volgende soorten:

- Hadronemella argentina (Carvalho & Wallerstein, 1978)
- Hadronemella jiparanensis Carvalho & Costa, 1992
- Hadronemella patagonica Carvalho & Carpintero, 1991
- Hadronemella piraporensis Carvalho & Costa, 1992
- Hadronemella rionegrensis Carvalho & Carpintero, 1991
- Hadronemella rondoni Carvalho & Costa, 1993
- Hadronemella saltensis (Carvalho & Wallerstein, 1978)
- Hadronemella sanluisensis Carvalho & Carpintero, 1991
- Hadronemella subandina Carvalho, 1985
- Hadronemella tucumana Carvalho, 1984
- Hadronemella vermelhensis Carvalho & Costa, 1992